# Rubens (Schiff)
Die Rubens war ein Blockadebrecher der Kaiserlichen Marine, der im April 1915 eine Versorgungsladung für die Schutztruppe von Oberst Paul von Lettow-Vorbeck und den Kreuzer Königsberg unter Fregattenkapitän Max Looff durch die britische Blockade von Deutsch-Ostafrika transportierte.

## Der Operationsplan
Bereits im Herbst 1914 war vom deutschen Admiralstab beabsichtigt gewesen, ein Hilfsschiff für die Unterstützung des Ostasiengeschwaders von Graf Maximilian von Spee nach Südamerika zu entsenden. Als Kommandant war der Oberleutnant zur See der Reserve Carl Christiansen vorgesehen, von Beruf Offizier der Handelsmarine beim Norddeutschen Lloyd in Bremen. Sein Bruder war der Marineflieger Friedrich Christiansen.
Kurz vor dem Auslaufen des Hilfsschiffs, dessen Name nicht überliefert ist, wurde jedoch der Untergang des Geschwaders in dem Seegefecht bei den Falklandinseln am 8. Dezember 1914 bekannt, so dass das Unternehmen abgebrochen wurde.
Daraufhin beschloss Kapitän zur See Kurt Graßhoff vom Admiralstab, den Dampfer mit einem neuen Auftrag nach Deutsch-Ostafrika zu senden. Ziel war die Versorgung der Schutztruppe von Paul von Lettow-Vorbeck sowie des Kleinen Kreuzers Königsberg, der im Rufiji-Delta von britischen Seestreitkräften blockiert wurde.
Da jedoch Mitte Dezember 1914 keinerlei Verbindung zur Kolonie bestand, wurde das Unternehmen auf unbestimmte Zeit verschoben.

## Die Fahrt

### Vorbereitungen
Ende Januar 1915 wurde Christiansen zum Admiralstab nach Berlin beordert. Dort erhielt er den Befehl, in Wilhelmshaven den Dampfer Rubens zu übernehmen; ein britischer Frachter, der bei Ausbruch des Ersten Weltkriegs im August 1914 in Hamburg beschlagnahmt worden war.
Die Rubens wurde auf der Kaiserlichen Werft Wilhelmshaven aus Geheimhaltungsgründen angeblich zu einem Sperrbrecher als Ersatz für ein kürzlich untergegangenes Fahrzeug umgebaut. Nach der Beendigung des Umbaus wurde die Rubens aus Tarnungsgründen in verschiedenen Häfen beladen. Die Schiffspapiere wurden in Dänisch ausgestellt. Die Besatzung stammte aus den dänischsprachigen Gebieten Schleswig-Holsteins und auch Christiansen selbst sprach fließend Dänisch.
Die Ladung für die Königsberg bestand aus 1600–2000 t Kohle, 1000 Granaten Kaliber 10,5 cm, 500 Schuss Kaliber 8,8 cm, 3000 Schuss Kaliber 6 cm, 700–1000 t Wasser und 50 t Maschinenöl. Außerdem zählten zur Fracht zwei 6-cm-Schnellade-Bootskanonen L/21 in Landungslafetten mit Munition, 1500 Mauser-Gewehre Modell 98 für die Schutztruppe sowie vier 8-mm-Maxim-Maschinengewehre und mehrere Millionen 8-mm-Patronen. 3000 Schuss Munition waren für die 3,7-cm-Revolverkanonen des Vermessungsschiffs Möwe bestimmt, das selbstversenkt auf dem Grunde des Hafens von Daressalam lag. Hinzu kamen Uniformen, Schuhe, Zelte, Feldtelefone, Funktechnik, Sanitätsartikel, Medikamente, Proviant und 1 t des Explosivstoffs Trinitroanisol. Zur Tarnung wurde die Ladung mit Grubenholz abgedeckt, außerdem erhielt der Dampfer eine Decksladung Holz. Verdeckt wurde eine Funktelegraphieanlage installiert.
Am 17. Februar 1915 stiegen die beiden Marine-Luftschiffe L 3 und L 4 von Fuhlsbüttel auf, um auf der Route der Rubens vor dem Skagerrak nach britischen Wachschiffen zu suchen. Beide Zeppeline gingen auf der Fahrt im Unwetter verloren.

### Ausreise

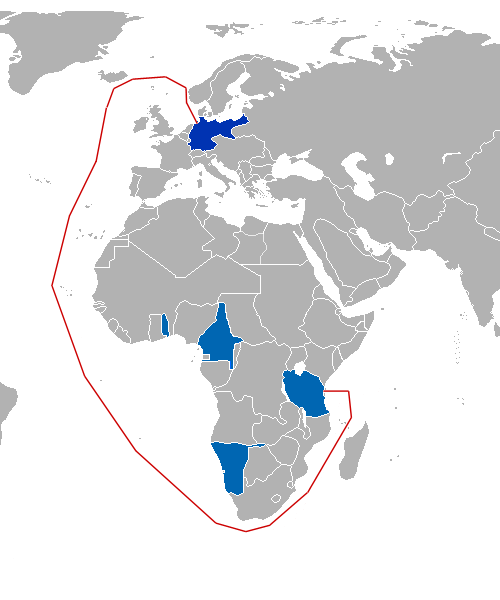
Route der Rubens von Deutschland nach Ostafrika, Februar bis April 1915

Die Rubens verließ Wilhelmshaven am 18. Februar 1915. Die Wetterbedingungen für einen geplanten Durchbruch durch die am 1. März 1915 offiziell ausgesprochene britische Nordseeblockade waren, jahreszeitlich bedingt, günstig.
Nach dem Durchqueren der deutschen Minensperren erhielt die Rubens noch in der Nacht zum 19. Februar eine Maske als dänischer Frachtdampfer Kronborg, von dem bekannt war, dass er in Kopenhagen im Dock lag. Die Kronborg war normalerweise als Holztransporter tätig.
Ursprünglich war geplant, die britische Blockadelinie im Nordatlantik zwischen den Färöer-Inseln und Island zu durchbrechen. Doch durch einen schweren Sturm wurde ein Teil der Decksladung beschädigt, so dass sich Christiansen entschloss, dieses Vorhaben aufzugeben. Daher durchstieß die Rubens die Blockade zwischen den Shetlandinseln und den Faröern, getarnt durch Schnee- und Hagelschauer.
Am 6. März 1915 befand sich die Rubens auf der Höhe der Kapverdischen Inseln. Hier erhielt sie eine neue Maskierung, deren genaue Beschaffenheit unbekannt ist. Ziel des British-India-Liners, der nun vorgetäuscht wurde, war angeblich Mombasa. Diese erneute Tarnung war notwendig, da weiterhin mit britischen Patrouillen gerechnet werden musste, vor allem in der Nähe von Kapstadt.

### Ankunft in Ostafrika

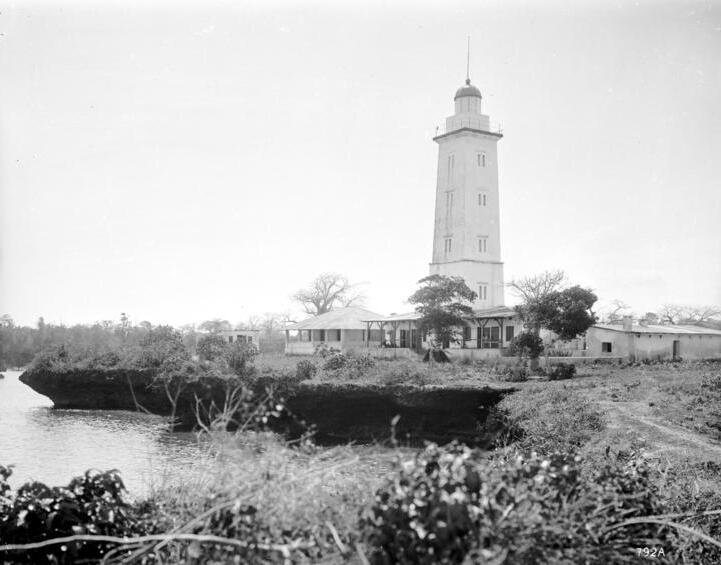
Der Leuchtturm von Ulenge bei Tanga war bereits in Sicht, als die Rubens beidrehen musste.

Nach der Umrundung des Kaps der Guten Hoffnung am 22. März 1915 dampfte die Rubens durch die Straße von Mosambik weiter nach Norden. Bis zum 1. April 1915 war es noch nicht gelungen, Funkkontakt zur Königsberg aufzunehmen. Geplant war, den Hafen von Lindi anzulaufen und die Ladung dort zu löschen.
Erst in der Nacht zum 4. April 1915 gelang etwa 150 Seemeilen südöstlich der Komoren die Kontaktaufnahme mit der Königsberg. Doch weder der Besatzung des Kleinen Kreuzers noch der Rubens war bekannt, dass der Abhördienst des britischen Marinegeheimdienstes, intern „Room 40“ genannt, seit Anfang Dezember 1914 in der Lage war, den größten Teil des deutschen Funkverkehrs zu entschlüsseln. Die britische Seite war über die Ankunft des Hilfsschiffs in Ostafrika spätestens zu diesem Zeitpunkt informiert.
Da eine Kohlenübergabe von Rubens an die Königsberg aufgrund der Blockadesituation vor dem Rufiji-Delta ausgeschlossen war, dampfte das Hilfsschiff nordwärts zu einem Eiland der Aldabra-Gruppe, um weitere Nachrichten des Kreuzers abzuwarten. Schließlich erhielt die Rubens einen Funkspruch der Königsberg mit der Weisung, am 14. April 1915 bei Tagesanbruch den Hafen von Tanga anzulaufen. Nur einen Tag nachdem die Rubens Aldabra verlassen hatte, wurde die Stelle auch schon von dem britischen Hilfskreuzer Kinfauns Castle inspiziert.

## Das Ende

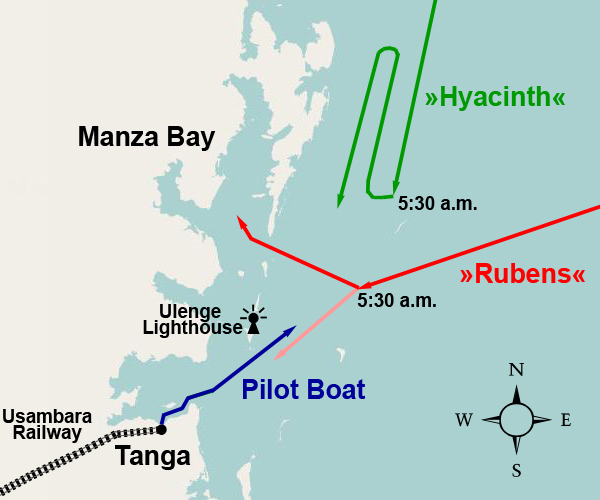
Zusammentreffen der Rubens mit dem Kreuzer Hyacinth am 14. April 1915

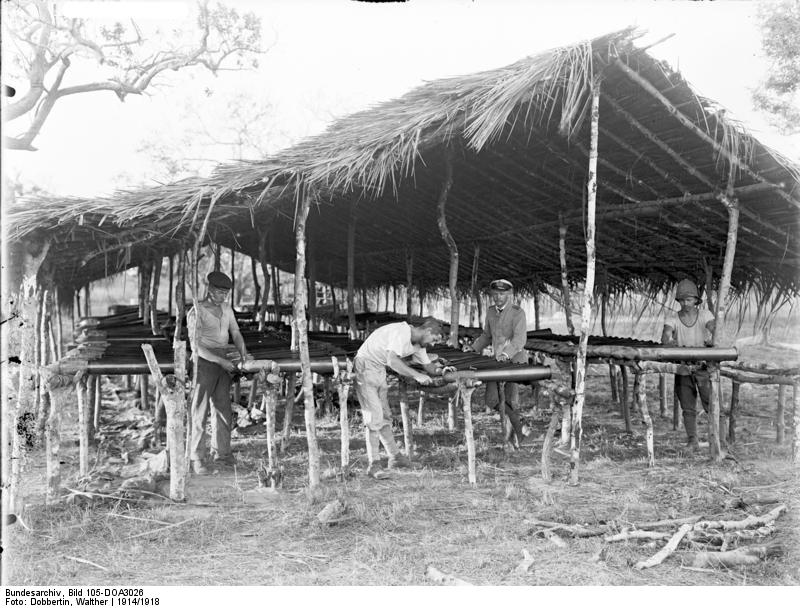
Säuberung von Munition in Deutsch-Ostafrika während des Ersten Weltkriegs

Aufgrund der entschlüsselten Funksprüche hatte die Royal Navy vor Tanga eine Abfangposition eingerichtet, zu der das Hilfsschiff Duplex und der Geschützte Kreuzer Hyacinth gehörten. Noch vor der Anfahrt von Tanga erhielt die Rubens eine neue Maske, diesmal als Dampfer der British India Steam Navigation Company. Auch dieser neue Tarnname ist unbekannt.
Als die Rubens in der Morgendämmerung bereits den Leuchtturm von Ulenge sowie das Lotsenboot sichtete, dessen Lotse den Dampfer sicher nach Tanga einbringen sollte, entdeckte Christiansen die Hyacinth, die sich von hinten kommend in voller Fahrt der Rubens näherte.
Bereits auf dem Weg in die Bucht geriet die Rubens unter schweres Geschützfeuer der Hyacinth. In Unkenntnis der Tatsache, dass die Hyacinth aufgrund eines Maschinenschadens keine Höchstfahrt laufen konnte, entschied sich Christiansen dafür, die Einfahrt in den Hafen von Tanga abzubrechen. Es gelang ihm stattdessen, in die nähere Mansabucht einzulaufen, denn die Hyacinth hatte unerwartet nach Norden abgedreht. Da das Schiff durch den Beschuss in Brand geriet und die Gefahr der Explosion bestand, wurde es von der Besatzung geräumt. Durch die Öffnung der Bodenventile wurde die Rubens auf Grund gesetzt. Um auf der Hyacinth den Eindruck zu erwecken, dass der Dampfer zerstört war, wurden zusätzliche Brände an Bord entfacht. Die Besatzungsmitglieder der Rubens erreichten trotz des Beschusses die nahegelegene Küste. Der Befehlshaber der Blockadekräfte der Royal Navy vor der ostafrikanischen Küste, Rear-Admiral King-Hall, auf der Hyacinth wollte dringend Gefangene machen, um sie zu den Hintergründen der Versorgungsfahrt zu befragen. Eine Landungstruppe der Hyacinth wurde aber von einer deutschen Schutztruppeneinheit zurückgeschlagen. Daraufhin stellten die Briten die Kämpfe ein und zogen sich zurück, da sie den Dampfer für vernichtet hielten.
Der Präsident der Deutschen Post in der Kolonie Ostafrika Daniel Thilo beschrieb den Vorgang rückblickend so:

„Der Kapitän der ‚Rubens‘ sah sich [durch den Beschuss durch die Engländer] veranlaßt, den Dampfer in flachem Wasser aufzusetzen und die zur Verdeckung der Ladung an Deck lagernden Hölzer anzuzünden, um vorzutäuschen, dass das Schiff in Brand geschossen sei. Der [englische] Kreuzer, in der Meinung, daß das Schiff völlig verloren sei, dampfte dann, ohne sich von dem wahren Sachverhalt genau zu überzeugen, wieder ab. Während der größte Teil der aus Kriegsbedarf bestehenden Ladung erhalten geblieben war, hatte der Brand die Medikamente und das gesamte Draht- und Funktelegraphenmaterial zerstört.“

Tatsächlich aber gelang es der Besatzung der Rubens und Angehörigen der Schutztruppe in den nächsten fünf Wochen, den Dampfer abzubergen und die gerettete Ladung für die Verwendung in der Schutztruppe zu sichern. Eine entscheidende Rolle spielten dabei Taucher der Königsberg, die unter schwierigsten Bedingungen im Inneren des Wracks operierten. Etwa 3 Millionen Schuss Munition konnten so geborgen werden, die allerdings aufgrund der Nässe zunächst nicht verwendbar waren. Erst nachdem sie in Handarbeit auseinandergenommen, getrocknet und wieder zusammengesetzt waren, konnten sie den Munitionsbestand der Schutztruppe ergänzen. Jedoch gab es eine vergleichsweise hohe Quote an Versagern, so dass ein Teil nur zu Schulungs- und Jagdzwecken eingesetzt wurde.
Im September 1956 begann die italienische Bergungsgesellschaft „Mawa Handelsanstalt“, das Wrack abzudichten und auszupumpen. Nach 70-tägiger Arbeit wurde der nun fahrbereite Rumpf von dem Bergungsschlepper Simba nach Daressalam geschleppt. Dort wurde die noch im Rumpf befindliche Ladung von 1600 Tonnen Kohle, die für die Königsberg bestimmt gewesen war, gelöscht und an die „East African Railways and Harbours“ verkauft. Der Rumpf wurde anschließend verschrottet.
Ein Rettungsring der Rubens befindet sich heute im Deutschen Schifffahrtsmuseum Bremerhaven.

## Die Rückkehr des Kommandanten nach Deutschland und seine Memoiren
Nach einer Besprechung mit Oberst Lettow-Vorbeck beschloss Christiansen die Rückkehr nach Deutschland, um aufgrund seiner bisherigen Erfahrungen eine zweite Expedition nach Ostafrika auszurüsten. Christiansen wurde daher als schwedischer Staatsbürger legendiert. Zwar gelang ihm die Ausreise aus Deutsch-Ostafrika durch die seinerzeit noch neutrale Kolonie Portugiesisch-Ostafrika (Mosambik), doch wurde der Oberleutnant von der Polizei in Johannesburg unter Spionageverdacht verhaftet. Nach einigen Wochen Polizeihaft wurde Christiansen, als ihm keine Spionagetätigkeit nachzuweisen war, in ein Militärgefängnis nach Kapstadt verlegt, wo er nach eigener Aussage sehr zuvorkommend behandelt wurde:

„Der Kommandant ein korrekter, im Rahmen des Möglichen sogar freundlicher Offizier, mit viel Verständnis für das Los eines Kriegsgefangenen. Außer einer äußerst scharfen Bewachung sind Unterkunft, Verpflegung und persönliche Behandlung in jeder Beziehung einwandfrei, so daß der Gefangene sich hier bei herrlichstem Wetter gut erholen kann.“

Nach einigen weiteren Wochen wurde Christiansen an Bord des Truppentransporters Durham Castle, der die ersten südafrikanischen Truppen auf den europäischen Kriegsschauplatz transportierte, nach London verbracht. Er wurde zuerst bei Scotland Yard inhaftiert und anschließend dem „Intelligence Department“ der britischen Admiralität überstellt. Hier wurde er durch Captain William Reginald Hall, Direktor der Naval Intelligence, verhört. Christiansen war erstaunt über die nachrichtendienstlichen Erkenntnisse der britischen Seite; so war Hall z. B. bekannt, dass der Oberleutnant Kommandant der Rubens gewesen war.
Nach einem Aufenthalt in einem Gefangenenlager gelang es Christiansen im Oktober 1917, aufgrund einer Erkrankung in der Schweiz interniert zu werden. Aufgrund der Vortäuschung einer psychischen Krankheit wurde ihm im Juli 1918 die Ausreise nach Deutschland erlaubt.
Noch vor Kriegsende im November 1918 erschienen Christiansens Memoiren „Durch!“ Mit Kriegsmaterial zu Lettow-Vorbeck (Stuttgart 1918). Dieses Werk ist offensichtlich die Grundlage späterer Publikationen. Allerdings konnte Christiansen seine Kenntnisse aus dem Blockadedurchbruch der Rubens nicht mehr verwerten; unabhängig davon hatte der Admiralstab inzwischen das Hilfsschiff Marie nach Deutsch-Ostafrika entsandt.